# Митрополит будимпештански и мађарски Иларион
Иларион (рус. Иларион; Москва, 24. јул 1966), световно Григориј Валеријевич Алфејев (рус. Григорий Валериевич Алфеев), бивши је митрополит будимпештански и мађарски. Пензионисан је,  27. децембра 2024. год, одлуком Светог Синода Руске Православне Цркве. Након пензионисања за служење одређен му је храм Светих Апостола Петра и Павла у Карловим Варима. Раније је обављао дужности: предсједника Одсјека спољних црквених веза Руске православне цркве, викара патријарха московског и све Русије, сталног члана Светог синода (2009-2022) и ректора Свецрквених постдипломских и докторских студија Свети Ћирило и Методије.“ Свих наведених дужности разрешен је од стране Светог Синода Руске Цркве 07. јуна 2022. год, и постављен за архијереја Епархије будимпештанске и мађарске. Пензионисан је у децембру 2024. год.
Он је богослов, патролог, црквени историчар, композитор. Аутор је монографија, посвећених животу и учењу црквених отаца, превода с грчког и сиријског језика, радова у вези са догматским богословљем, многобројних публикација и периодичних штампаних издања. Аутор је музичких продукција камерног и ораторијског жанра.

## Биографија
Од 1973. до 1984. године студирао је у Московској средњој специјалној музичкој школи у класи виолине и композиције.
Са 15 година постаје чтец у цркви Васкрсења у Москви. Као ипођакон Митрополита волоколамског Питирима (Нечаева), 1983. године на послушању је у Издавачком одељењу Московске Патријаршије.
Годину дана касније, после завршетка школовања, уписао се на Московски државни конзерваторијум. Од 1984. до 1986. године служио је у војсци.
У јануару 1987. године добровољно је напустио студије на Московском конзерваторијуму и постао је искушеник Светодуховског манастира у Виљнусу, где је 19. јуна 1987. године пострижен и замонашен од стране Архиепископа Виљнуса и Литваније Викторина (Бељајева), притом добивши име по светом Илариону Новом Далматском.
21. јуна исте године у истом храму од руке истог Епископа рукоположен је у чин јерођакона. У Саборном храму у Виљнусу 19. августа 1987. године рукоположен је у чин јеромонаха од стране Архиепископа уфимског и стерлитамакског Анатолија (Кузњецова).
Од 1988. до 1990. године служио је као настојатељ храмова широм Епархије. Године 1990. именован је настојатеља Саборне цркве Светих Благовести у Каунасу.
Године 1989. у одсуству дипломирао је на Московској богословији.
Године 1990. као делегат своје Епархије учествовао је у раду Помесног сабора Руске православне цркве.
Године 1991. на Московској духовној академији стиче звање кандидата богословља. Од 1991. до 1993. године предавао је Омилитику, Свето Писмо Новог Завета, Догматику и Грчки језик на Московској Духовној Академији. Од 1992. до 1993. године предавао је Нови Завет на православном Светотихоновском богословском институту и Патрологију на Руском Православном Универзитету Светог апостола Јована Богослова. Године 1993. завршио је постдипломске студије на Московској Духовној Академији.
Новембра 2014. добио је од Српске православне цркве Орден Светог Саве другог реда. У септембру 2018. промовисан је за почасног доктора Универзитета у Београду.

## Одликовања
- Орден српске заставе I степена (2022)[5]